# Wilhelm Kindl
Wilhelm Kindl (* 10. Oktober 1917 in Sankt Valentin; † 5. November 1998 in Neunkirchen) war ein österreichischer Politiker (FPÖ). Er war von 1953 bis 1956 sowie von 1959 bis 1966 Abgeordneter zum Nationalrat.
Kindl besuchte nach der Volksschule eine Bürgerschule und erlernte den Beruf des Gummifacharbeiters, wobei er eine Beschäftigung bei der Semperit AG fand. Er engagierte sich als Obmannstellvertreter des Angestelltenbetriebsrates der Semperit AG in der Zentrale in Wien und wurde Landesparteiobmann der FPÖ Niederösterreich. Kindl vertrat den Verband der Unabhängigen vom 18. März 1953 bis zum 8. Juni 1956 im Nationalrat und war danach vom 9. Juni 1959 bis zum 30. März 1966 Abgeordneter der Freiheitlichen Partei Österreichs im Nationalrat.
Kindl war Mitglied der Wiener pennalen Burschenschaft Teutonia.